# ジョン・アースキン (第24代マー伯爵)

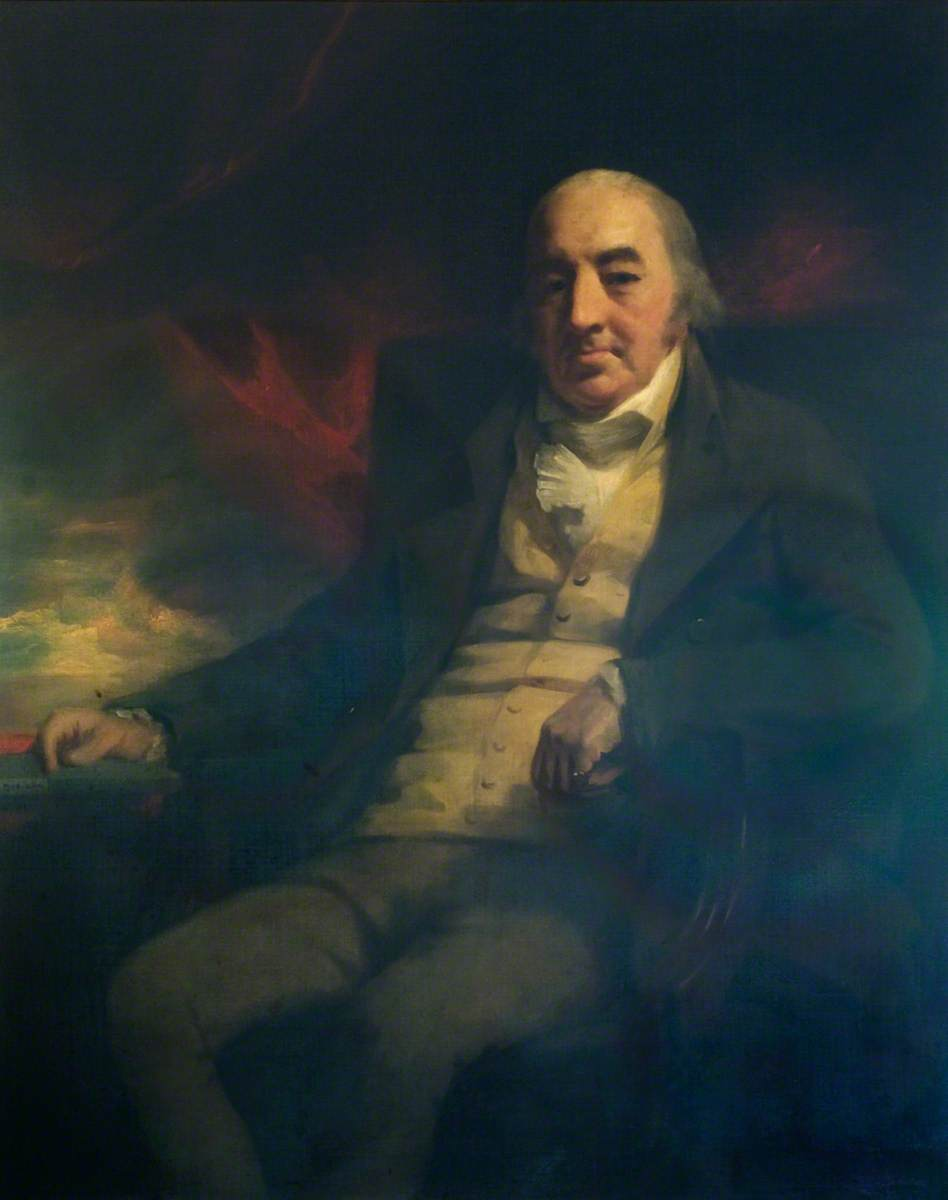
ヘンリー・レイバーンによる肖像画

第24代マー伯爵ジョン・フランシス・アースキン（英語: John Francis Erskine, 24th Earl of Mar、1741年 – 1825年8月20日）は、スコットランド貴族。

## 生涯

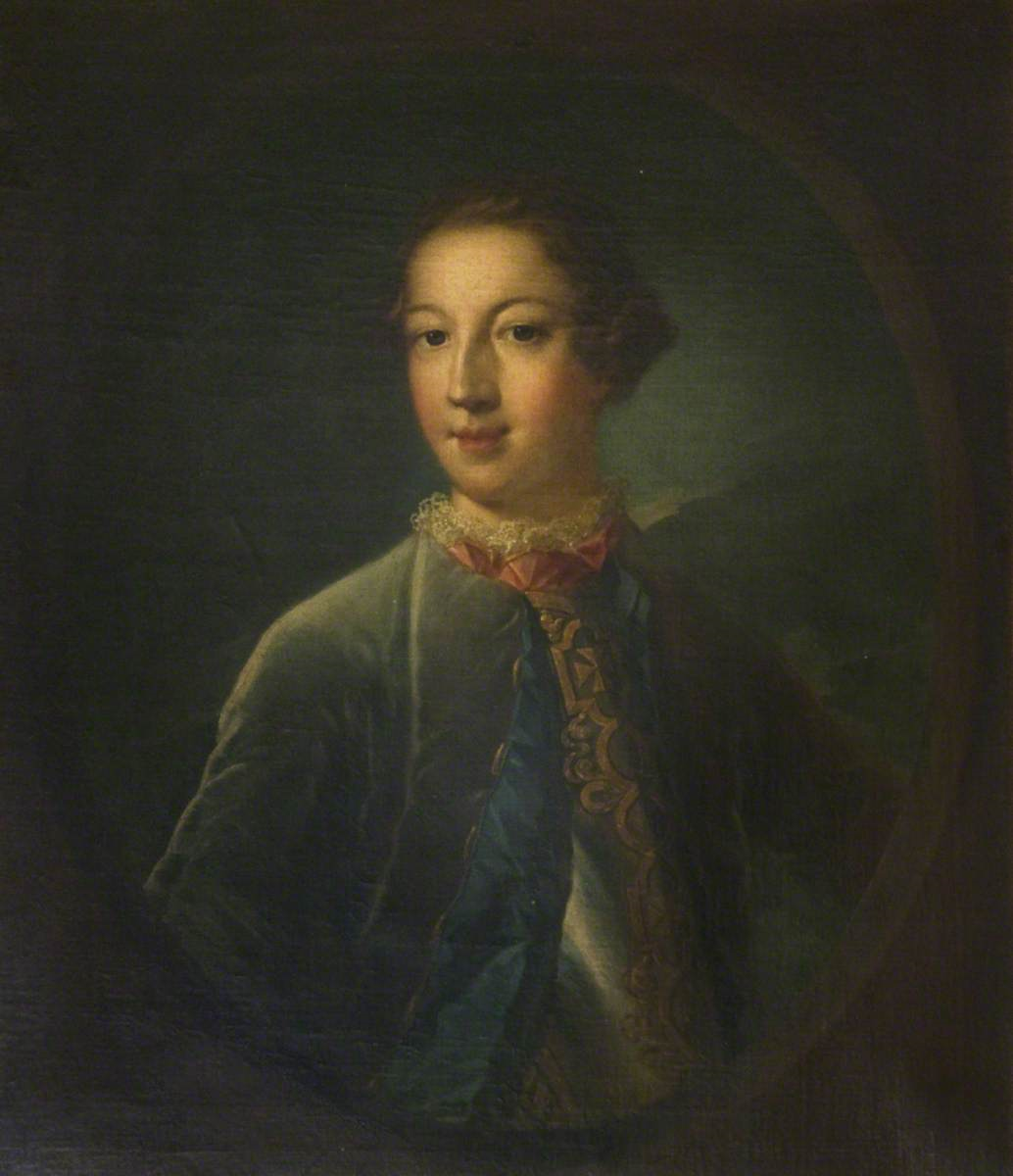
アラン・ラムゼイによる肖像画、1758年作。

ジェームズ・アースキン（James Erskine、1785年2月27日没、第22代マー伯爵チャールズ・アースキンの息子ジェームズの息子）とフランシス・アースキン（Frances Erskine、1776年6月20日没、第23代マー伯爵ジョン・アースキンの娘）の息子として、1741年に生まれた。
1766年に第23代マー伯爵の息子トマス・アースキンが死去すると、剥奪されていたマー伯爵の次の男系継承者になった。
1757年から1770年までイギリス陸軍で士官を務め、最終軍階は大尉だった。
1770年3月17日、フランシス・フロイヤー（Frances Floyer、1798年12月20日没、チャールズ・フロイヤーの娘）と結婚、4男4女をもうけた。
- ジョン・トマス（1772年 – 1828年） - 第25代マー伯爵、子供あり
- ジェームズ・フロイヤー（1798年5月15日没） - 1796年11月12日、スーザン・シャープ（Susan Sharpe、1827年2月8ん地位没、チャールズ・カークパトリック・シャープの娘）と結婚
- ヘンリー・デイヴィッド（1776年5月10日 – 1846年12月31日） - 1805年10月22日、メアリー・アン・クックジー（Mary Anne Cooksey、ジョン・クックジーの娘）と結婚、子供あり。第12代ケリー伯爵ウォルター・アースキンの父
- トマス（1785年7月10日 – 1859年1月1日） - 1817年6月4日、シャーロット・ワトソン（Charlotte Watson、1876年12月1日没）と結婚、子供あり
- シャーロット・フランシス（1837年1月25日没）
- メアリー・アン（1844年4月17日没）
- シャーロット（1852年2月27日没）
- ジェーン（1857年10月没）

1776年に母が死去すると、アロアの領地を継承した。
1824年6月17日、議会の決議に基づきマー伯爵の爵位を回復した。
1825年8月20日に死去、息子ジョン・トマスが爵位を継承した。